# Universo Invertido
Universo Invertido é o nono álbum de estúdio da cantora e compositora brasileira Wanessa Camargo de forma independente. A artista anunciou o lançamento através das suas redes sociais. O álbum marca o retorno da cantora a música pop depois da experiência com música sertaneja do álbum anterior.

## Antecedentes e produção
Este álbum é um diário aberto em meu processo terapêutico de me encontrar e de me entender como uma mulher em uma sociedade não moldada por nós ou para nós. A forma como as canções foram colocadas farão vocês viajarem no meu processo de cura e no meu universo!

Wanessa Camargo, sobre o álbum Universo Invertido.
O álbum é considerado por Wanessa o seu trabalho mais autoral, visto que a artista estava escrevendo novas músicas desde antes do lançamento de seu trabalho anterior, o 33, que havia recebido críticas ácidas por conta da mudança brusca de gênero musical. O disco é descrito pela própria Wanessa como o resultado de um processo terapêutico.
Antes do álbum ser lançado, foram lançados algumas canções que mais tarde fariam parte da tracklisting do álbum, a saber: Vou Lembrar (lançada em 20 de setembro de 2019); Por Favor, música que retrata o drama da cantora com a relação dos pais foi lançada em 18 de outubro de 2019; Cuida de Mim (lançada em 22 de novembro de 2019), e Desiste Não (lançada em 27 em de dezembro de 2019). A cantora também lançou um EP em 15 de maio de 2020, intitulado Fragmentos, Pt. I, as três canções do lançamento foram incluídas no álbum: Inquebrável (versão de Inquebrantable lançada em 2019 por María León e single oficial do EP), Incapaz e Nem Ela, Nem Eu. Outra canção incluída foi Lábios de Navalha, cujo lançamento ocorreu em 28 de agosto de 2020 e atingiu a posição de #1 no iTunes.
Outras músicas que não faziam parte do álbum, como Mulher Gato e LOKO!, foram incluídas numa nova versão digital do álbum, lançada dia 22 de dezembro de 2023, mesmo dia de lançamento do álbum Livre. A música XOXO, lançada exclusivamente para o Carnaval do mesmo ano, também foi incluída no álbum, além da faixa Coração de Leão, que já estava na edição física deluxe do álbum Pai & Filha.

## Singles
Em 30 de setembro de 2020, Wanessa anunciou que o primeiro single do álbum seria a faixa Sozinha, cujo lançamento ocorreu no dia 9 de outubro de 2020. A canção e seu videoclipe atingiram a posição #1 no iTunes Brasil e a música está incluída nas playlist Radar Pop do Deezer e Playlist Pop Brasil.

## Desempenho Comercial
Após seu lançamento, o álbum atingiu a posição #1 no iTunes e foi Top 20 na Apple Music.

## Lista de faixas
| Edição padrão  |                                  |                                                       |                           |         |  |
| N.º            | Título                           | Compositor(es)                                        | Produtor(es)              | Duração |  |
| 1.             | "O Segredo"                      | Wanessa Camargo Felipe Soares Mister Jam              | Camargo Head Media        | 3:09    |  |
| 2.             | "Inquebrável" (feat. Maria León) | León Camargo Mauro Muñoz                              | César Lemos Paulo Jeveaux | 3:07    |  |
| 3.             | "Desiste Não"                    | Camargo Lemos                                         | Lemos                     | 3:32    |  |
| 4.             | "Nosso Som"                      | Camargo Sergio Jr. Jam                                | Jam                       | 3:33    |  |
| 5.             | "Incapaz"                        | Zezé Di Camargo Camargo Liah Soares                   | Lemos                     | 2:57    |  |
| 6.             | "Cuida de Mim"                   | Di Camargo Camargo Soares                             | Lemos                     | 3:41    |  |
| 7.             | "Vou Lembrar"                    | Abby Anderson Jason Deere Camargo Veltz Araújo Lemos  | Lemos Jeveaux             | 3:08    |  |
| 8.             | "Por Favor"                      | Camargo Soares                                        | Lemos                     | 3:22    |  |
| 9.             | "Nem Ela, Nem Eu"                | Lemos                                                 | Lemos                     | 3:15    |  |
| 10.            | "Lábios de Navalha"              | Danny Majic Hillary Bernstein Mimoza Blinsson Camargo | Jam                       | 3:54    |  |
| 11.            | "Me Perder"                      | Camargo Lemos Jam                                     | Lemos                     | 3:22    |  |
| 12.            | "Sozinha"                        | Camargo Nored Kid Fresco Ender Thomas                 | Thomas                    | 3:25    |  |
| Duração total: | Duração total:                   | Duração total:                                        | Duração total:            | 40:30   |  |

| Faixas bônus   |                        |                        |                |         |  |
| N.º            | Título                 | Compositor(es)         | Produtor(es)   | Duração |  |
| 13.            | "O Segredo" (Acústico) | Camargo Soares Jam     | Jam            | 3:09    |  |
| 14.            | "Nosso Som" (Acústico) | Camargo Sergio Jr. Jam | Jam            | 4:06    |  |
| Duração total: | Duração total:         | Duração total:         | Duração total: | 47:47   |  |

| Edição Red     |                |                     |                |         |  |
| N.º            | Título         | Compositor(es)      | Produtor(es)   | Duração |  |
| 15.            | "Solita"       | Nored Fresco Thomas | Thomas         | 3:25    |  |
| Duração total: | Duração total: | Duração total:      | Duração total: | 51:12   |  |

| EP Digital (Bônus Deluxe) |                                     |                                                         |                |         |  |
| N.º                       | Título                              | Compositor(es)                                          | Produtor(es)   | Duração |  |
| 1.                        | "Solita"                            | Nored Fresco Thomas                                     | Thomas         | 3:25    |  |
| 2.                        | "Vou Lembrar" (Victor Cabral Remix) | Anderson Deere Camargo Veltz Araújo Lemos Victor Cabral | Cabral         | 5:33    |  |
| 3.                        | "Vou Lembrar" (Radio Mix)           | Anderson Deere Camargo Veltz Araújo Lemos               | Lemos          | 3:06    |  |
| 4.                        | "O Segredo" (Versão Alternativa)    | Camargo Soares Jam                                      | Head           | 3:16    |  |
| Duração total:            | Duração total:                      | Duração total:                                          | Duração total: | 15:21   |  |

| Relançamento digital 2023 (Deluxe) - Disco 1 |                |                                                                 |                   |         |  |
| N.º                                          | Título         | Compositor(es)                                                  | Produtor(es)      | Duração |  |
| 13.                                          | "Mulher Gato"  | Ibere Fortes Jesus "Daleplay" Herrera Ender Thomas Karla Aponte | Ender Thomas      | 3:08    |  |
| 14.                                          | "LOKO!"        | Pablo Bispo Ruxell Sérgio Santos                                | Lemos Dudu Borges | 2:55    |  |
| Duração total:                               | Duração total: | Duração total:                                                  | Duração total:    | 46:35   |  |

| Relançamento digital 2023 (Deluxe) - Disco 2 |                                     |                                                                       |                |         |  |
| N.º                                          | Título                              | Compositor(es)                                                        | Produtor(es)   | Duração |  |
| 1.                                           | "XOXO"                              | Alexandra Hosking Felipe Augusto Ramos Sophie Alexandra Tweed-Simmons | Lemos FTampa   | 2:48    |  |
| 2.                                           | "Solita"                            | Nored Fresco Thomas                                                   | Thomas         | 3:25    |  |
| 3.                                           | "XOXO" (Bruno Knauer Remix)         | Hosking Ramos Tweed-Simmons                                           | Lemos FTampa   | 5:56    |  |
| 4.                                           | "XOXO" (Allan Natal Remix)          | Hosking Ramos Tweed-Simmons                                           | Lemos FTampa   | 4:33    |  |
| 5.                                           | "XOXO" (Maycon Reis Remix)          | Hosking Ramos Tweed-Simmons                                           | Lemos FTampa   | 5:18    |  |
| 6.                                           | "Vou Lembrar" (Victor Cabral Remix) | Anderson Deere Camargo Veltz Araújo Lemos Victor Cabral               | Victor Cabral  | 5:33    |  |
| 7.                                           | "O Segredo" (Versão Alternativa)    | Camargo Soares Jam                                                    | Head           | 3:16    |  |
| Duração total:                               | Duração total:                      | Duração total:                                                        | Duração total: | 30:52   |  |

| Relançamento digital 2023 (Deluxe) - Disco 3 |                           |                                           |                |                  |  |
| N.º                                          | Título                    | Compositor(es)                            | Produtor(es)   | Duração          |  |
| 1.                                           | "Coração de Leão"         | Lemos                                     | Lemos          | 3:24             |  |
| 2.                                           | "Vou Lembrar" (Radio Mix) | Anderson Deere Camargo Veltz Araújo Lemos | Lemos          | 3:06             |  |
| 3.                                           | "Nosso Som" (Acústico)    | Camargo Sergio Jr. Jam                    | Jam            | 4:06             |  |
| 4.                                           | "O Segredo" (Acústico)    | Camargo Soares Jam                        | Jam            | 3:09             |  |
| Duração total:                               | Duração total:            | Duração total:                            | Duração total: | 13:47 (01:31:14) |  |

## Prêmios e Indicações
Prêmio POP Mais
| Ano  | Recipiente         | Categoria    | Resultado |
| ---- | ------------------ | ------------ | --------- |
| 2020 | Universo Invertido | Álbum do Ano | Indicado  |